# 耶舎
耶舎（Yaśas、やしゃ、ヤシャス、ヤサ）は、
- 釈迦仏の直弟子。五比丘に次ぐ6番目の弟子となった人。初期の僧伽。本項で記す。
- 仏滅から100年頃、根本分裂の原因とされる、ヴァッジ族の提議した10項目の事柄を十事非法と決議した比丘の代表者。

## 人物
耶舎陀、耶輸陀などとも音写し、名聞、名称と訳す。ベナレスの長者の子で、富裕で四時に住む宮殿を有し栄華の生活を送っていた。幼児より容姿端麗で聡明だった。文武二道に秀で見識も豊かであったという。
24歳の時、愛欲の生活をしていたが侍女たちが眠っている姿を見て墓場にいるように感じて家出し、たまたま鹿野苑へ赴いたところ、釈迦仏の教下を受け五比丘に次ぐ6番目の弟子となった。
また別の仏典では、ある日天上から帝釈天の声を聞き、出家して仏のみもとで直ちに阿羅漢となったという。彼の父は悲しみ後を追うと、最初の優婆塞（うばそく、在家の男性信徒）となったという。翌日、彼の父は仏と耶舎を招き教下してもらうと、彼の母と妻も最初の優婆夷（うばい、在家の女性信徒）となった。彼の出家によって親友の4人、そのまた親友50人も出家したという。
仏弟子五百自説本起経では、彼は前世において、一道人となり一女人の死体を見て厭悪し、四無量心を修めて梵天界に生まれ、下降してパラナシーの長者の家に生れたとされる。
なお彼の親友の4人は以下の通り。
1. 憍梵波提（きょうぼんはだい、ガバンパティー）
2. 蘇婆呼（そばこ、スバーフ）
3. 毘摩羅（びまら、ヴィマラ）
4. 富蘭那迦（ふらんなか、プンナジ）